# Thourotte
|  | Per a altres significats, vegeu «Robert de Thourotte». |

Thourotte és un municipi francès, situat al departament de l'Oise i a la regió dels Alts de França. L'any 2007 tenia 4.798 habitants.

## Demografia

### Població
El 2007 la població de fet de Thourotte era de 4.798 persones. Hi havia 1.940 famílies de les quals 560 eren unipersonals (144 homes vivint sols i 416 dones vivint soles), 540 parelles sense fills, 600 parelles amb fills i 240 famílies monoparentals amb fills.
La població ha evolucionat segons el següent gràfic:
Habitants censats

### Habitatges
El 2007 hi havia 2.081 habitatges, 1.967 eren l'habitatge principal de la família, 9 eren segones residències i 105 estaven desocupats. 1.328 eren cases i 749 eren apartaments. Dels 1.967 habitatges principals, 1.083 estaven ocupats pels seus propietaris, 847 estaven llogats i ocupats pels llogaters i 37 estaven cedits a títol gratuït; 79 tenien una cambra, 162 en tenien dues, 423 en tenien tres, 580 en tenien quatre i 723 en tenien cinc o més. 1.352 habitatges disposaven pel capbaix d'una plaça de pàrquing. A 914 habitatges hi havia un automòbil i a 691 n'hi havia dos o més.

### Piràmide de població
La piràmide de població per edats i sexe el 2009 era:
| Homes | Edats   | Dones |
| ----- | ------- | ----- |
| 4     | 95 o +  | 0     |
| 4     | 90 a 94 | 20    |
| 8     | 85 a 89 | 32    |
| 8     | 80 a 84 | 32    |
| 64    | 75 a 79 | 108   |
| 80    | 70 a 74 | 104   |
| 80    | 65 a 69 | 96    |
| 128   | 60 a 64 | 88    |
| 128   | 55 a 59 | 116   |
| 186   | 50 a 54 | 221   |
| 177   | 45 a 49 | 205   |
| 168   | 40 a 44 | 221   |
| 185   | 35 a 39 | 166   |
| 206   | 30 a 34 | 204   |
| 176   | 25 a 29 | 201   |
| 196   | 20 a 24 | 144   |
| 244   | 15 a 19 | 200   |
| 184   | 10 a 14 | 192   |
| 200   | 5 a 9   | 212   |
| 144   | 0 a 4   | 148   |

## Economia
El 2007 la població en edat de treballar era de 3.215 persones, 2.236 eren actives i 979 eren inactives. De les 2.236 persones actives 1.943 estaven ocupades (1.058 homes i 885 dones) i 293 estaven aturades (132 homes i 161 dones). De les 979 persones inactives 291 estaven jubilades, 276 estaven estudiant i 412 estaven classificades com a «altres inactius».

### Ingressos
El 2009 a Thourotte hi havia 2.006 unitats fiscals que integraven 4.836 persones, la mediana anual d'ingressos fiscals per persona era de 17.227 €.

### Activitats econòmiques
Dels 181 establiments que hi havia el 2007, 2 eren d'empreses extractives, 3 d'empreses alimentàries, 2 d'empreses de fabricació de material elèctric, 8 d'empreses de fabricació d'altres productes industrials, 27 d'empreses de construcció, 32 d'empreses de comerç i reparació d'automòbils, 15 d'empreses de transport, 14 d'empreses d'hostatgeria i restauració, 4 d'empreses d'informació i comunicació, 11 d'empreses financeres, 7 d'empreses immobiliàries, 11 d'empreses de serveis, 29 d'entitats de l'administració pública i 16 d'empreses classificades com a «altres activitats de serveis».
Dels 54 establiments de servei als particulars que hi havia el 2009, 1 era una oficina d'administració d'Hisenda pública, 1 oficina de correu, 3 oficines bancàries, 1 funerària, 2 tallers de reparació d'automòbils i de material agrícola, 1 taller d'inspecció tècnica de vehicles, 2 autoescoles, 1 paleta, 5 guixaires pintors, 3 fusteries, 4 lampisteries, 6 electricistes, 2 empreses de construcció, 7 perruqueries, 1 veterinari, 8 restaurants, 4 agències immobiliàries, 1 tintoreria i 1 saló de bellesa.
Dels 15 establiments comercials que hi havia el 2009, 2 eren supermercats, 1 un supermercat, 1 una gran superfície de material de bricolatge, 1 una botiga de més de 120 m², 3 fleques, 2 carnisseries, 2 llibreries, 1 una botiga de mobles, 1 una botiga de material de revestiment de parets i terra i 1 una joieria.

## Equipaments sanitaris i escolars
El 2009 hi havia 1 centre de salut, 3 farmàcies i 1 ambulància.
El 2009 hi havia 2 escoles maternals i 2 escoles elementals. Thourotte disposava d'un col·legi d'educació secundària amb 591 alumnes.

## Poblacions més properes
El següent diagrama mostra les poblacions més properes.